# Dorra
Dorra är en ort i regionen Tadjourah i den östafrikanska staten Djibouti. Staden hade år 2013 cirka 1 900 invånare, och ligger 294 m ö.h..